# J. G. Ballard
James Graham Ballard (Sanghaj, 1930. november 15. – London, 2009. április 19.) angol sci-fi-szerző.

## Élete

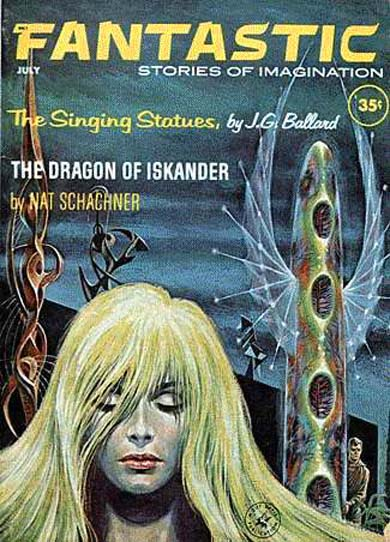
The Singing Statues című története a Fantastic 1962 júliusi számának címlapján Ed Emshwiller grafikájával

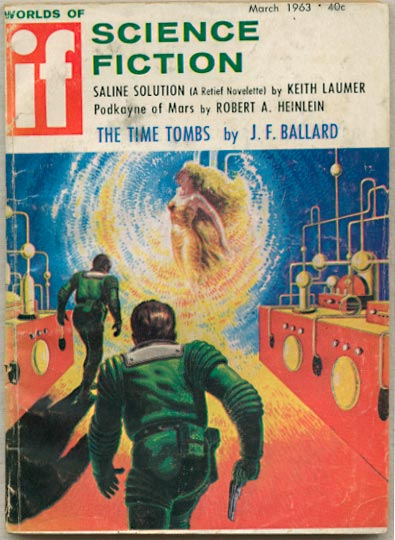
The Time Tombs című novellája az If 1963 márciusi számának címlapsztorija

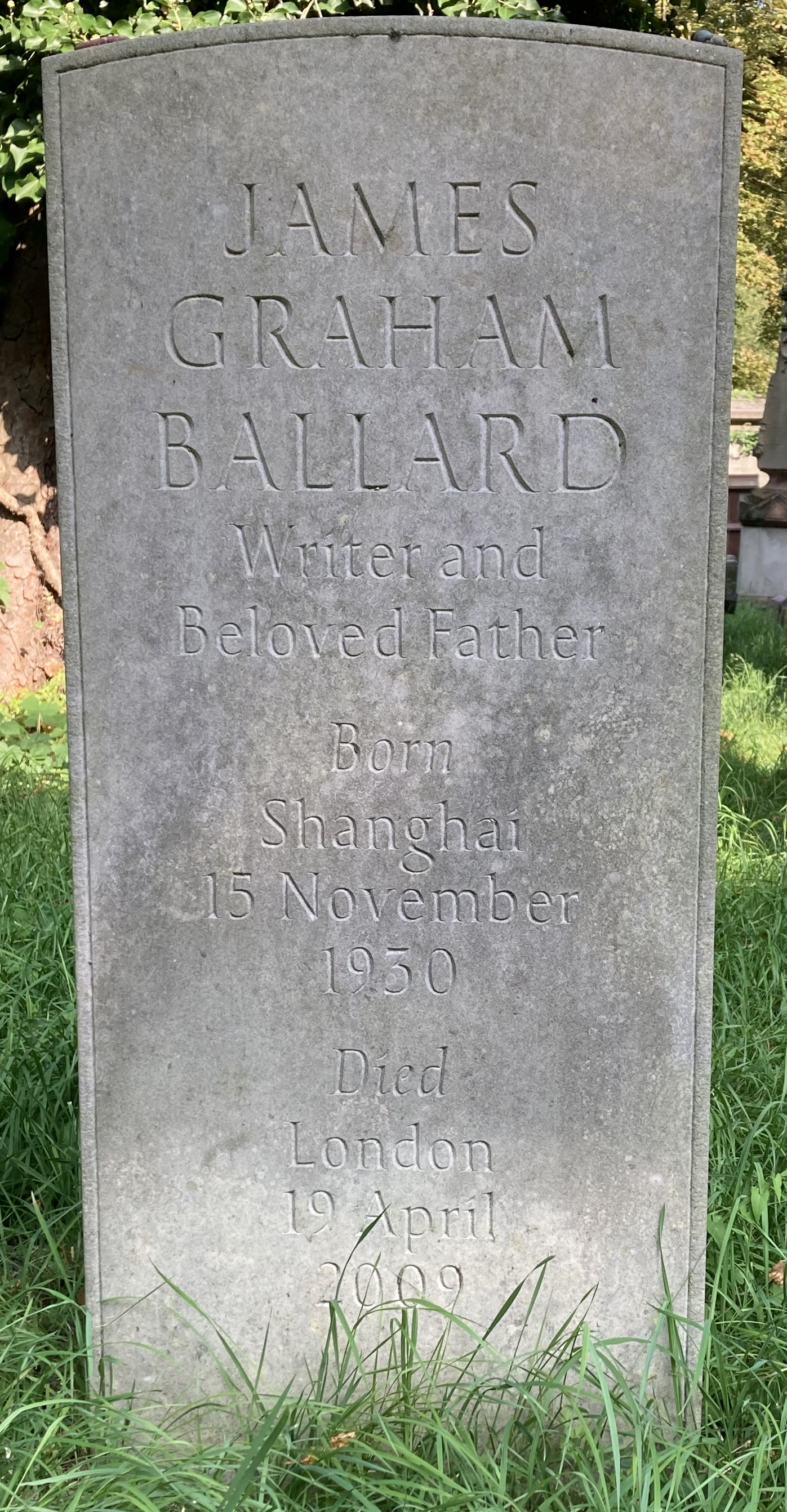
Sírja a Kensal Green-i temetőben

Sanghajban született és ott is végezte tanulmányait. 1946-ban a második világháború után Angliába költözött. 2009-ben halt meg Londonban.

## Munkássága

### Művei
- The Wind From Nowhere (1961)
- The Drowned World (Vízbe fúlt világ) (1962)
- The Burning World (1964); also The Drought, (1965)
- The Crystal World (1966)
- Crash (Karambol) (1973)
- Concrete Island (Betonsziget) (1974)
- High Rise (Toronyház) (1975)
- The Unlimited Dream Company (1979)
- Hello America (1981)
- Empire of the Sun (A Nap birodalma) (1984)
- The Day of Creation (1987)
- Running Wild (1988)
- The Kindness of Women (1991)
- Rushing to Paradise (1994)
- Cocaine Nights (1996)
- Super-Cannes (2000)
- Millennium People (2003)
- Kingdom Come (2006)

### Díjai, elismerései
- 1982 Nebula-díjas novellák: Myths of the Near Future (A holnap regéi)  –  jelölt
- 1965 Nebula-díjas kisnovellák: Souvenir –  jelölt
- 1979 BSFA díj: The Unlimited Dream Company

### Adaptációk
Film
- When Dinosaurs Ruled the Earth (1970) rendezte: Val Guest
- Crash! (1971) rendezte: Harley Cokeliss (rövidfilm)
- A Nap Birodalma (1987) rendezte: Steven Spielberg
- Karambol (1996) rendezte: David Cronenberg
- The Atrocity Exhibition (2001) rendezte: Jonathan Weiss
- Aparelho Voador a Baixa Altitude (2002) rendezte: Solveig Nordlund

Televízió
- Thirteen to Centaurus (1965) rendezte: Peter Potter (BBC Two)
- Home (2003) rendezte: Richard Curson Smith (BBC Four)

## Magyarul
- A Nap birodalma; ford. Szűr-Szabó Katalin; Európa–Origo-press, Bp., 1989
- Vízbe fúlt világ; ford. Damokos Katalin; Móra, Bp., 1990 (Galaktika Fantasztikus Könyvek)
- Karambol; ford. Baló András Márton; Cartaphilus, Bp., 2010 (Filmregények)
- Toronyház; ford. Tamás Dénes; Metropolis Media, Bp., 2018 (Galaktika Fantasztikus Könyvek)
- Helló, Amerika!; ford. Tamás Dénes; Metropolis Media, Bp., 2019 (Galaktika Fantasztikus Könyvek)